# Zdeňka Augenthalerová
Zdeňka Augenthalerová (14. srpna 1920 – 27. září 2011) byla česká a československá politička Komunistické strany Československa a poúnorová poslankyně Národního shromáždění ČSR.

## Biografie
Ve volbách roku 1954 byla zvolena do Národního shromáždění za KSČ ve volebním obvodu Liberec. V parlamentu zasedala do konce funkčního období, tedy do voleb v roce 1960. K roku 1954 se profesně uvádí jako dělnice strojíren v Novém Boru.